# Playa de Atlanterra
Atlanterra es una urbanización perteneciente al municipio español de Tarifa, en la comarca del Campo de Gibraltar (provincia de Cádiz, Andalucía, España).
Se encuentra en el Cabo de Plata, muy cercano a Zahara de los Atunes.

## Descripción
Es el nombre que recibe la continuación de la playa de Zahara una vez que esta se adentra en el término municipal de Tarifa, extendiéndose hacia el Este, hasta llegar al cabo de Plata. En realidad, es la playa del cabo de Plata o de Torre Plata, como también se le denomina, en alusión a una antigua torre vigía que había en el extremo del cabo. Desde los años 1960 también es conocida como playa de los Alemanes, en referencia a la urbanización Atlanterra o de Los Alemanes, llamada así por ser de esta nacionalidad los promotores y primeros residentes de la urbanización Atlanterra. La cala que linda con esta playa es conocida como la playa de Agua de en medio, al estar entre los cabos de Plata y de Gracia. 
Es conocida popularmente con el nombre de playa del Búnker, debido a la presencia de una batería de costa en el extremo oriental de la playa, a orillas del cabo de Plata. Tiene una extensión de 2 900 metros y una anchura media de 60 metros.
Junto a la playa se encuentra la urbanización Atlanterra, importante centro turístico de la zona que alberga durante los meses de verano una gran población.

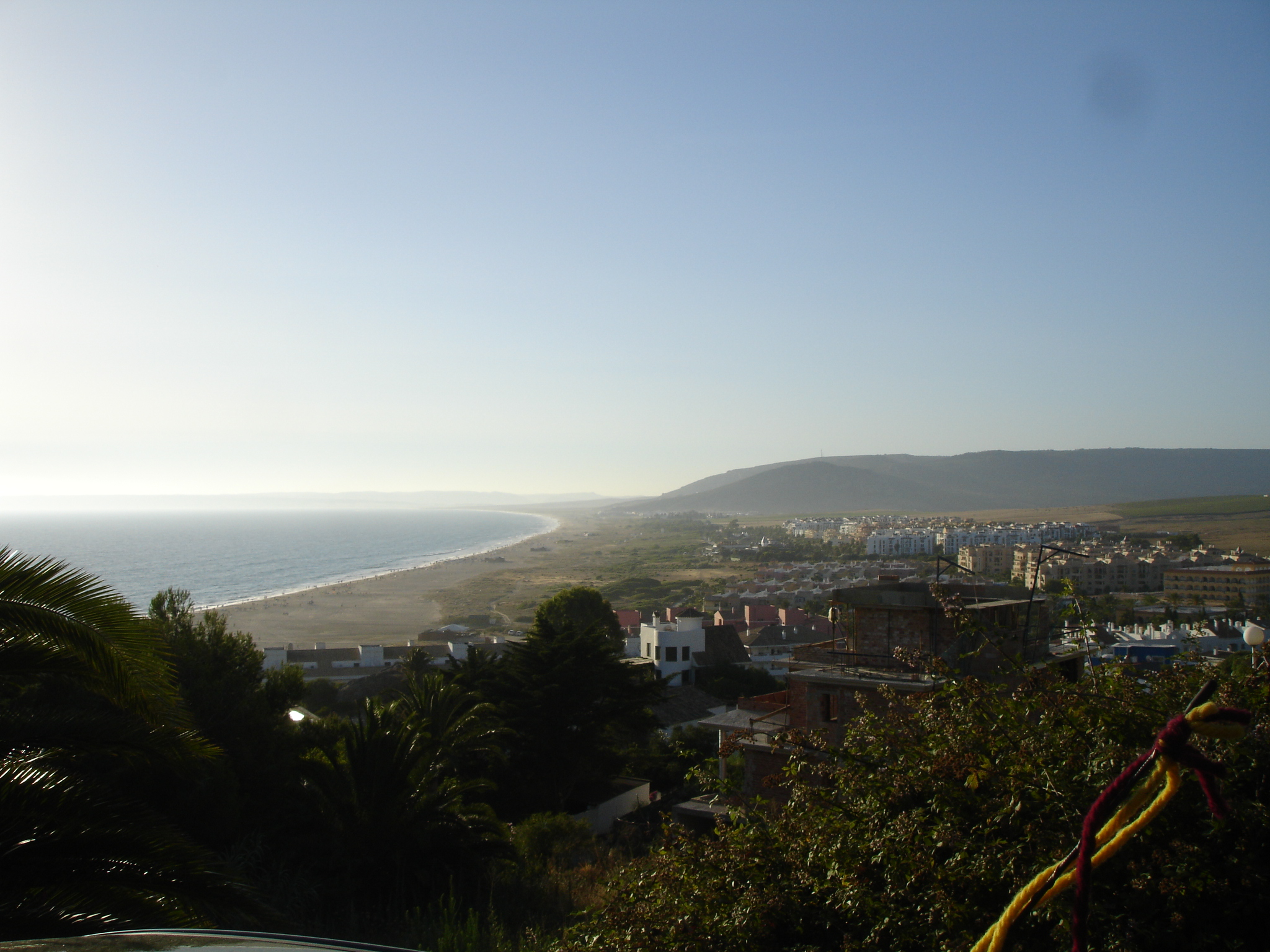
Atlanterra y su playa. Al fondo, Zahara de los Atunes.